# Auwaldsee (Ingolstadt)
Der Auwaldsee in Ingolstadt liegt im Südosten der Stadt Ingolstadt nahe der Autobahn und des Industriegebietes. Der rund einen Kilometer lange See dient als Naherholungsgebiet. Er entstand beim Kiesabbau im Rahmen des Autobahnbaus in den 1930er Jahren.

## Einrichtungen
Am See liegen eine Gaststätte, eine Discothek, ein Minigolfplatz und ein eingezäunter Campingplatz. Liegewiesen, abgegrenzte Badestellen für Nichtschwimmer und ein Bootsverleih ergänzen das Angebot im Sommer. Im Winter wird der See auch zum Schlittschuhlaufen und Eisstockschießen genutzt. Um den See ist ein Rundweg angelegt, auf dessen Nordseite diverse Spiel- und Fitnessgeräte aufgestellt sind; auf der Südseite informiert ein Waldlehrpfad über Themen der Waldwirtschaft.

## Auwaldseekapelle
1965 wurde beschlossen eine Kapelle am Auwaldsee zu errichten. 1966 wurde diese nach Plänen des Architekten Hans Zitzelsperger gebaut. Das zeltartige Dach des Sakralbaus mit Holzschindeln an der Außenwand ermöglicht einen geschützten Platz für 130 Quadratmeter.

## Naturschutz
Der See weist eine größere und eine kleinere Insel auf, die dem Naturschutz dienen. Neben Enten, Schwänen und Blässhühnern sind auch Graureiher und Haubentaucher zu beobachten. Am Auwaldsee bzw. an den angrenzenden Donaualtwässern und im Auwaldgebiet finden sie Brutgelegenheiten. Der Biber ist mittlerweile ein Gast am See, wie auch am Baggersee.